# 74 Ursae Majoris
74 Ursae Majoris är en misstänkt pulserande variabel av Delta Scuti-typ (DSCT:) i stjärnbilden Stora björnen.
Stjärnan har visuell magnitud +5,35 och varierar i amplitud och period som är okänd.